# Precis taveta
Precis taveta är en fjärilsart som beskrevs av Alois Friedrich Rogenhofer 1891. Precis taveta ingår i släktet Precis och familjen praktfjärilar. Inga underarter finns listade i Catalogue of Life.